# Pedro de Rubiales

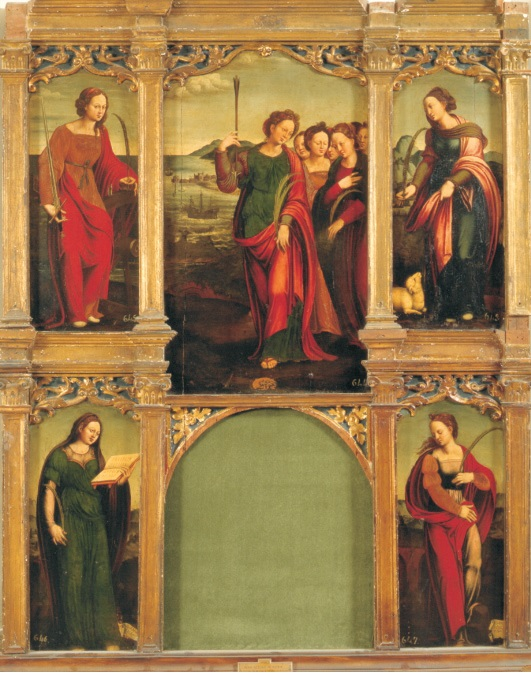
Tablas del retablo de Santa Úrsula y las once mil vírgenes contratado por Rubiales junto con Gaspar Requena en 1540, Museo de Bellas Artes de Valencia. Con lo que actualmente se conoce de la obra de cada uno de los dos pintores no es posible deslindar la parte que correspondiese a cada uno de ellos en el trabajo.

Pedro de Rubiales, en Italia llamado Roviale o Ruvialem spagnolo, o spagnuolo, nacido en Alburquerque (Badajoz) hacia 1511-16, fue un pintor extremeño de biografía mal conocida, activo en Italia desde 1541 y hasta su muerte, en torno a 1560, pues no es probable que regresase a España.
Según Ceán Bermúdez, siguiendo a Giorgio Vasari, Pedro de Rubiales fue discípulo en Roma de Francesco Salviati. Se trata del primer tratadista español que se ocupa de Rubiales, ignorado por Lázaro Díaz del Valle o Antonio Palomino. De él, dice Ceán, recogiendo también la información de Vasari, que en la iglesia romana de Sancto Spirito en Sassia había pintado una Conversión de san Pablo frente a una Visitación de su maestro, tan cercana en su estilo que —dice— no se distinguía cuál era del maestro y cuál del discípulo.
Se le han atribuido los dibujos anatómicos empleados en las estampas de la Historia de la composición del cuerpo humano, de Juan Valverde de Amusco, grabados por Nicolas Béatrizet, cuya primera impresión apareció en Roma en 1556 a cargo de los editores Antonio Salamanca y Antonio Lafreri. Es el propio Valverde quien aludió a él como excelente pintor de anatomías, junto con Miguel Ángel, quienes:

«por auerse dado a la Anatomía juntamente con la pintura an venido a ser los más excellentes y famosos pintores que grandes tiempos a se an visto».

Valverde, con todo, no atribuía a Rubiales los dibujos de sus ilustraciones, que de antiguo han sido atribuidos también a Gaspar Becerra, de quien Rubiales habría sido amigo y colaborador en algunas obras de Vasari. Así lo apuntaba este en su propia biografía y en la de Cristoforo Gherardi, donde dice que con la ayuda de «Raffaello del Colle, Gian Battista Bagnacavallo bolognese, da Roviale e Bicerra spagnuoli, e da molti altri suoi amici» pintó al fresco la Sala dei Cento Giorni del palacio de la Cancillería de Roma.
Por su parte Bernardo De Dominici se ocupó de «Francesco Ruvviale» en uno de los capítulos de sus Vite dei Pittori, Scultori, ed Architetti Napolitani junto con Pietro Francione Spagnuoli, Cola della Matrice, Francesco Imparato y otros. Según De Dominici, Ruvviale, nacido en España, llegó a Nápoles donde se había refugiado Polidoro da Caravaggio tras el saco de Roma de 1527 y, tras ver lo que este había pintado en la ciudad, quiso inmediatamente entrar en su escuela, en la que hizo rápidos progresos y así pudo colaborar con su maestro en las pintura al claroscuro del patio del palacio de los Orsini, duques de Gravina, con historias de Roma y de la familia Orsini. Tras marchar Polidoro a Mesina, Ruvviale pintó un cuadro para la capilla del Tribunal de la Sumaria con Cristo muerto en las rodillas de su madre y San Juan, por el que fue muy alabado y sirvieó para que algunos le diesen el sobrenombre de Polidorino. Por encargo de los monjes de Monteoliveto pintó admirablemente en el estilo de su maestro la historia del profeta Jonás y, tras otros trabajos para particulares, marchó a Roma, donde con Becerra ayudó a Vasari en los trabajos que hizo para el papa Paulo III, datándose sus últimas pinturas hacia 1550, según concluía De Dominici. La diferencia en el nombre de pila ha generado mucha confusión y diversas opiniones, habiendo quienes han pensado que pudiera tratarse de dos pintores de igual apellido pero de diferente generación, más mayor el discípulo de Polidoro, lo que, por el momento, parece ha de descartarse, siendo el Francesco Ruviale discípulo de Polidoro da Caravaggio «solo un nombre, que conocemos solo por referencias librescas, la más temprana de las cuales se remonta a 1634».

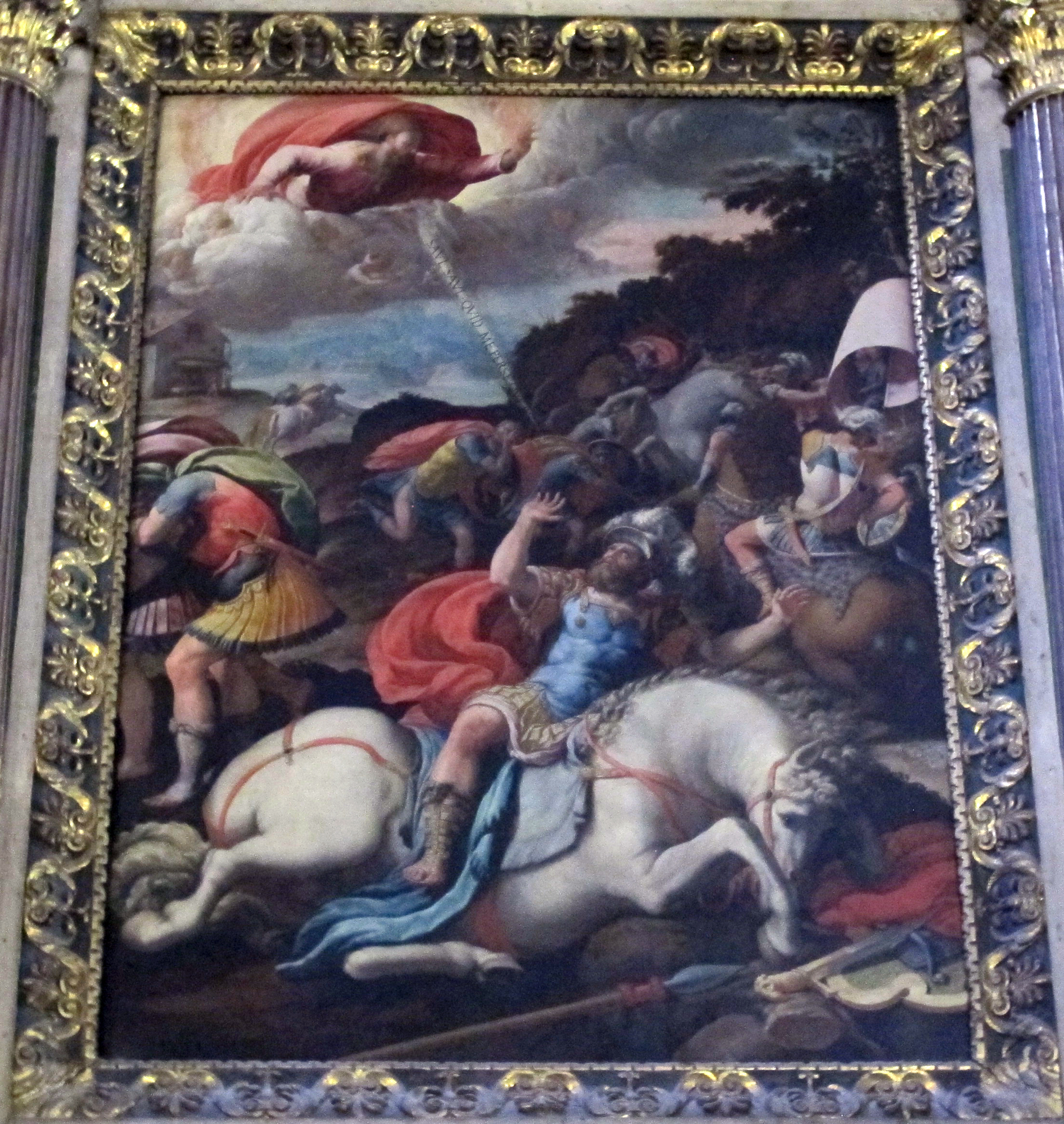
La conversión de san Pablo, Roma, iglesia de Santo Spirito in Sassia, atribuida a Rubiales por Giorgio Vasari.

## Biografía y obra
Nacido en Alburquerque, según consta por algunas testificaciones notariales, en 1536 se encontraba en Madrid actuando como testigo del poder otorgado por el pintor Adiosdado de Olivares, natural de Burgos, al madrileño Pedro de Ampuero. Antes de marchar a Italia, el 20 de abril de 1540, Pedro de Rubiales —citado en latín «petrus de ruuyales»— junto con Gaspar Requena, con residencia en Valencia, contrató el retablo de Santa Úrsula o de las vírgenes para el desaparecido convento valenciano de la Puridad, del que cinco tablas —de las aproximadamente quince de que constó— se conservan en el Museo de Bellas Artes de Valencia. Se trata de la única obra documentada de Rubiales en España, en un estilo que encaja perfectamente con lo valenciano del momento. En la primavera de 1548 se le documenta en Nápoles, con encargo de pintar un estandarte para la nave capitana del virrey Pedro de Toledo, pero dos años antes se encontraba ya en Roma, trabajando, siempre según la documentación, en la iglesia de Santiago de los Españoles. Es posible que la llegada a Roma fuese incluso anterior, entre 1541, testigo en un acto matrimonial, y 1543, año en que habría ingresado en la Congregación de San Giuseppe di Terrasanta (la que luego sería Academia del Panteón), de la que fue elegido reggente en 1554.

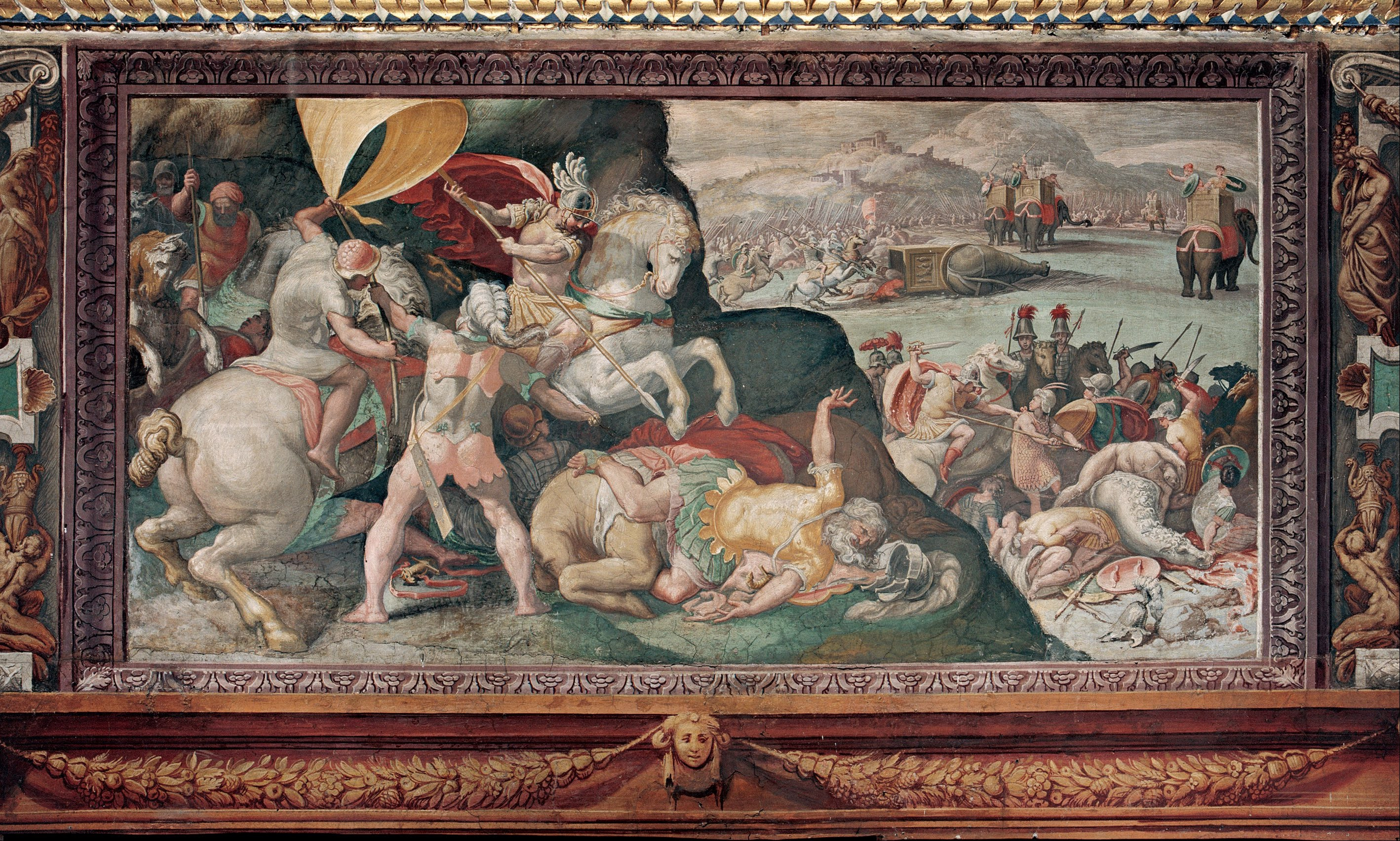
Batalla de Zama, 1544, pintura al fresco. Roma, Museos Capitolinos

Por su cercanía a la Conversión de san Pablo, atribuida a Rubiales por Vasari, se le ha atribuido más recientemente la pintura de un friso con la historia de Escipión el Africano en el Palacio de los Conservadores de Roma. La similitud entre estos frescos, terminados en 1544, y especialmente el que representa la batalla de Zama con la Conversión de san Pablo, hace plausible su atribución a Rubiales, quien evidenciaría en ellos la plena asimilación del estilo de Salviati junto con la recepción de influencias de Perin del Vaga, con quien habría colaborado en la capilla Landis de Santo Spirito in Sassia, al tiempo que ponen de manifiesto el conocimiento de la obra de Miguel Ángel y la utilización de estampas de Giulio Romano.
En 1546 se data su trabajo para Vasari en el palacio de la Cancillería, del que el propio Vasari informa, y la colaboración con Gaspar Becerra, aunque el elevado número de manos que habrían participado en la decoración de la sala hace imposible particularizar la parte que pudiera corresponder a cada uno de ellos. En 1548 se le documenta pintando un estandarte para el virrey Pedro de Toledo en Nápoles, pero mucha mayor importancia reviste su trabajo en la capilla de la Sumaria de Castel Capuano, adquirido por Pedro de Toledo en 1537 para reunir en él los consejos de gobierno. La notable decoración de la capilla, con frescos embutidos en estucos y ricos marcos de madera, ha de atribuirse en su conjunto a Rubiales tanto por la «unidad estilística» con que fue ideada y realizada como por los recuerdos de Salviati y Perin del Vaga, interpretados a la manera del extremeño, y no tan solo la pintura de la Piedad o el Descendimiento del altar que ya De Dominici atribuía a Francesco Ruvviale, en la que son notables el recuerdo de Miguel Ángel y la insistencia en los detalles anatómicos en el cuerpo de Cristo muerto. También hay ecos de Salviati en los frescos de la iglesia de Monteoliveto, mencionados así mismo por De Dominici, con las historias de Esaú y Jacob y de Jonás, que hubo de pintar antes de octubre de 1552 cuando se le vuelve a encontrar documentado en Roma como asistente a una reunión de la congregación de San Lucas.
La última obra de la que hay constancia documental es la tabla de la Crucifixión, pala de altar de la capilla del Gonfalone en Roma, por la que se le hicieron diversos pagos en 1556 y 1557, anotando en uno de ellos el escribano que «detto ruviale e morto e lopera sua non e perfetta». Aunque la anotación no lleva fecha, ha de ser anterior a 1560, cuando se cierra el libro de cuentas. La tabla, por lo demás, aunque muy similar a la Crucifixión de la capilla de la Sumaria, ha sido muy severamente juzgada por la crítica y mal comprendido su exacerbado dramatismo.